# Adoxa moschatellina
Adoxa moschatellina es una especie de la familia Adoxaceae. Nativa de partes templadas del Hemisferio Norte.

## Descripción
Tiene tallos de hasta de 18 cm de altura, erectos, estriados. Hojas basales de 4-16 cm, largamente pecioladas, biternadas, con segmentos de (7)10-33(40) mm, obovados, generalmente con peciólulos de 2-10 mm; las caulinares 10-30 mm, con pecíolo más corto y segmentos de 5-15 mm, siempre mayores que el pecíolo. Inflorescencia 3-9,5 mm de diámetro. Corola rotácea; la de la flor terminal de 4-4,5 mm de diámetro, con lóbulos de 1,6-1,8 mm, y la de las flores laterales de 5-7 mm de diámetro, con lóbulos de 1,5-2,8 mm. Filamentos estaminales 0,2-0,5(0,6) mm, lisos, aplanados; arteras 0,6-0,8 mm, reniformes, amarillas, cuando escindidas de 0,3-0,4 mm. Drupa 2,5-3,5 mm, anchamente ovoide, verdosa. Tiene un número de cromosomas de 2n = 36*, 54*, 72*.
Las flores y las plantas emiten un olor a almizcle al caer la tarde. Si la planta se rompe desaparece su olor. En Europa florecen en abril y mayo.

## Distribución y hábitat
Se distribuye por Europa, Asia, y Norteamérica, en bosques fríos, a baja altitud en el norte y a altas altitudes en las montañas del sur.

## Propiedades

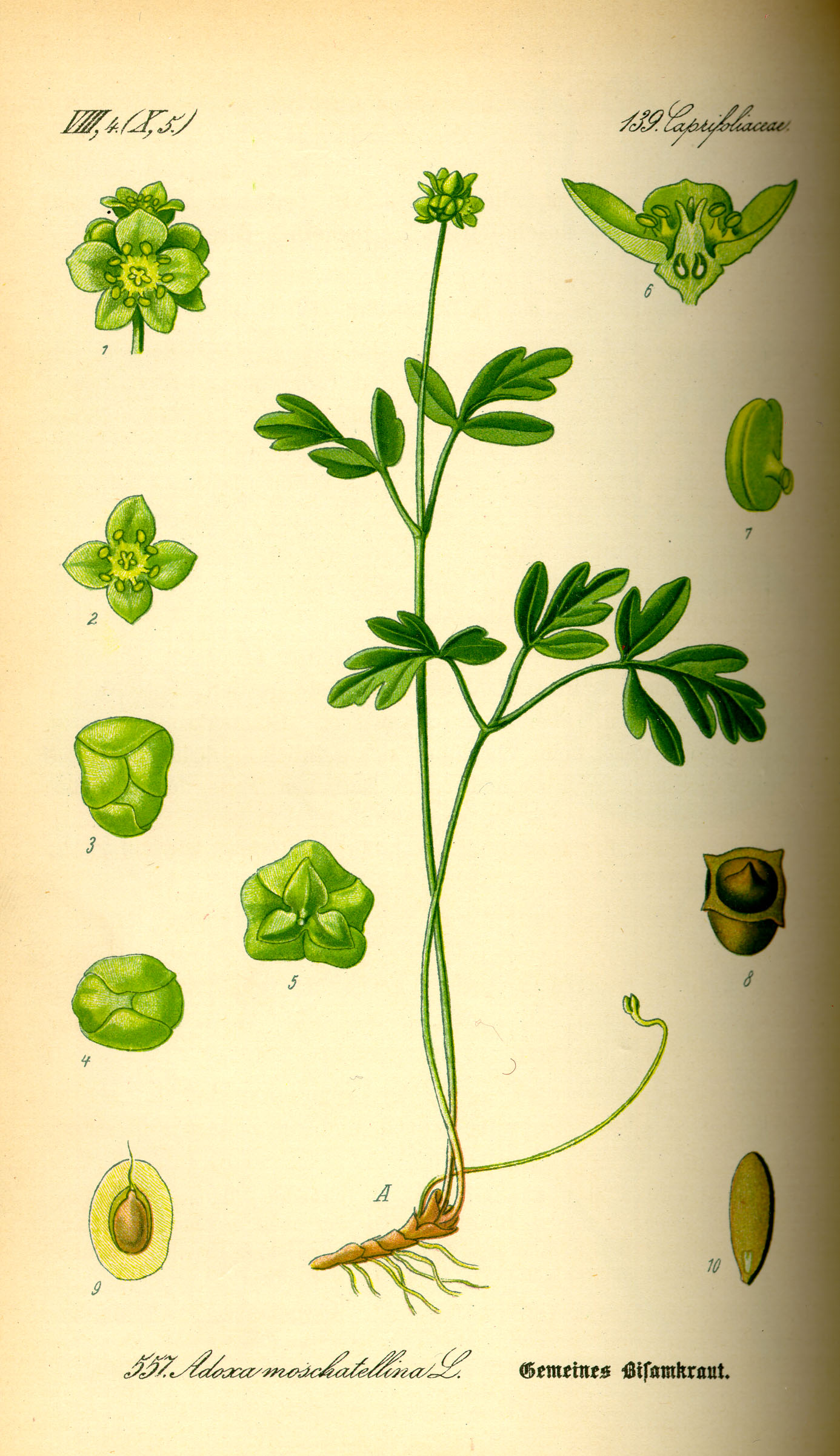
Adoxa moschatellina from Thomé, Flora von Deutschland, Österreich und der Schweiz (1885).

Indicaciones: Antiespasmódico.
Sinonimia:

## Taxonomía
Acalypha indica fue descrita por Carlos Linneo y publicado en Species Plantarum 1: 367. 1753.
Sinonimia
- Adoxa inodora C.B.Clarke in Hook.f. [1880]
- Moschatellina tetragona Moench [1794]
- Moschatellina fumariifolia Bubani [1899]
- Moschatellina adoxa All. [1785]
- Moscatella adoxa Scop. [1771]
- Adoxa tuberosa Gray [1821]
- Adoxa moschata Dulac[4]
- Adoxa inodora Falc. ex C.B.Clarke
- Adoxa insularis Nepomn.
- Adoxa orientalis Nepomn.
- Moschatellina generalis E.H.L.Krause
- Moschatellina tetragona Moench[5]

## Nombre común
- Castellano: hierba del almizcle, moscatelina, ramillo moscatel, yerba del almizcle.[6]